# 索西
索西（法語：Saussy，法語發音：[sosi]）是法国科多尔省的一个市镇，位于该省东部偏北，属于第戎区。

## 地理
索西（47°28'5"N, 4°57'43"E）面积9.3 平方千米，位于法国勃艮第-弗朗什-孔泰大區科多尔省，该省份为法国中东部省份，北起奥布省，西接涅夫勒省和约讷省，南至索恩-卢瓦尔省，东南接汝拉省，东临上索恩省，东北部与上马恩省接壤。
与索西接壤的市镇（或旧市镇、城区）包括：韦尔诺、梅西尼和旺图、谢涅、屈尔蒂勒圣塞纳、埃帕尼、萨维尼勒塞克、瓦勒叙宗。
索西的时区为UTC+01:00、UTC+02:00（夏令时）。

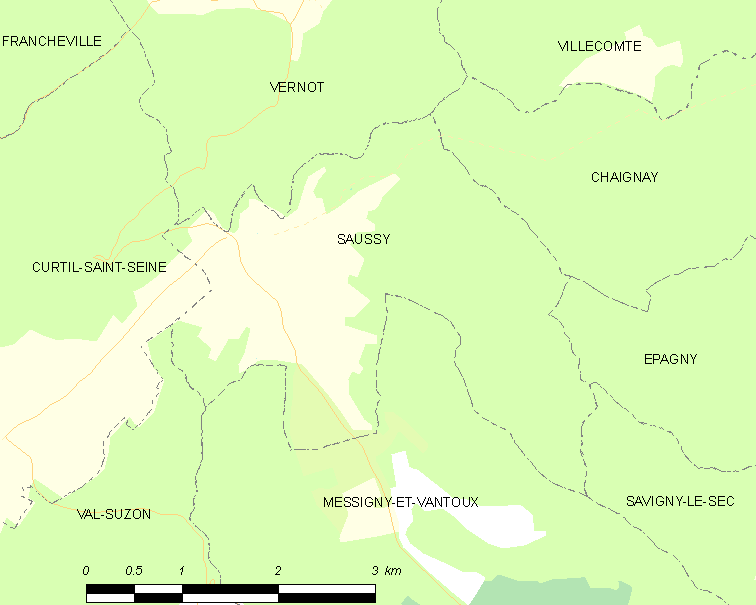
索西的OSM定位图

## 行政
索西的邮政编码为21380，INSEE市镇编码为21589。

## 政治
索西所属的省级选区为方丹莱第戎县。

## 交通
科多尔省省道D996线经过市中心。

## 人口

1962-2008年间索西人口变化图示

索西于2022年1月1日时的人口数量为100人。